# Antonio Spezia
Antonio Spezia (Barzona di Calasca, 14 aprile 1814 – Torino, 17 gennaio 1892) è stato un ingegnere e architetto italiano.

## Biografia
Si laureò in ingegneria presso l'Università di Pavia, dove nel 1840 fu approvato come ingegnere architetto. Successivamente, nel 1851, ottenne il titolo di architetto idraulico e civile presso l'Università di Torino. Fu in stretti rapporti di amicizia col santo sociale  Giovanni Bosco il quale lo invitò a progettare la Basilica di Maria Ausiliatrice, collocata nel quartiere Valdocco di Torino.